# Bistum Kuopio

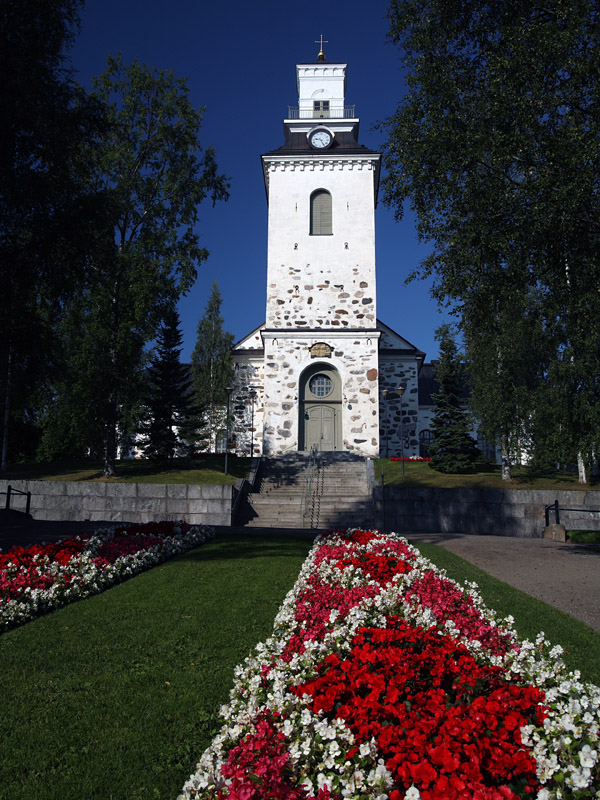
Kathedrale von Kuopio

Das Bistum Kuopio (finnisch Kuopion hiippakunta) ist eins von neun Bistümern der Evangelisch-Lutherischen Kirche Finnlands. Das Bistum wurde im Jahr 1939 gegründet und ist das östlichste Bistum Finnlands. Als Bischof amtiert seit 2012 Jari Jolkkonen.
Das Bistum Kuopio umfasst die Landschaften Nordsavo, Nordkarelien und Kainuu sowie kleinere Teile von Südsavo und Mittelfinnland. Bischofssitz ist der Dom in Kuopio.

## Bischöfe
1. Eino Sormunen 1939–1962
2. Olavi Kares 1962–1974
3. Paavo Kortekangas 1974–1981
4. Jukka Malmivaara 1981–1984
5. Matti Sihvonen 1984–1996
6. Wille Riekkinen 1996–2012
7. Jari Jolkkonen seit 2012